# Phegopteris triangularis
Phegopteris triangularis là một loài dương xỉ trong họ Thelypteridaceae. Loài này được St.-Lag. mô tả khoa học đầu tiên năm 1889.
Danh pháp khoa học của loài này chưa được làm sáng tỏ. 